# Денис Шредер
Денис Шредер (Брауншвајг, 15. септембар 1993) немачки је кошаркаш. Игра на позицији плејмејкера, а тренутно наступа за Сакраменто кингсе. 
Стандардан је члан сениорске репрезентације Немачке. Сматра се најталентованијим немачким кошаркашем у својој генерацији, а његову игру упоређују са Раџоном Рондом.

## Биографија
Професионалном кошарком је почео да се бави 2010. године у Фантомсима, односно у СУМ баскету који је њихов други тим. Ипак већ следеће сезоне је играо око 30 утакмица у првом тиму. У трећој сезони је већ био стандардан члан првог тима и на 32 утакмице просечно бележио 12 поена, 3,2 асистенције и 2,5 скокова. На крају сезоне је проглашен за најбољег младог играча лиге.
2013. године учествовао је на Најк Хуп Самиту, у коме млади играчи Америке играју против селекције Света, на којој је постигао 18 поена и имао 6 асистенција.

### Атланта
Исте године 2013. у јулу је био изабран у првој рунди драфта и то као 17. пика од Атланте хокса. И након тога потписује уговор са Атлантом Током прве сезоне често је играо у другом тиму Атланте у НБА Д-лиги. 22. децембра 2014 године у победи против Далас маверикса постигао је рекордних 22 поена. Несвакидашњи кош је постигао у убедљивој победи над Вашингтоном у јануару 2015. године.

### Репрезентација
Био је члан млађих репрезентативних селекција репрезентације Немачке. Од 2014. године је стандардни члан сениорског тима. Посебно се истакао на Европском првенству 2015. године где је предводио игру свог тима. Ипак Немачка је испала већ после прве фазе, и у директној борби за пролаз изгубила од Шпаније и то промашајем Шредера са линије слободних бацања.

## Успеси

### Репрезентативни
- Светско првенство:  2023.
- Европско првенство:  2022.

### Појединачни
- Најкориснији играч Светског првенства (1): 2023.
- Идеални тим Европског првенства (1): 2022.

## НБА статистика

### Просечно по утакмици
| Сезона   | Екипа   | ОУ  | СУ | МПУ  | ПШ%  | 3П%  | СБ%  | СПУ | АПУ | УПУ | БПУ | ППУ  |
| -------- | ------- | --- | -- | ---- | ---- | ---- | ---- | --- | --- | --- | --- | ---- |
| 2013/14. | Атланта | 49  | 0  | 13.1 | .383 | .238 | .674 | 1.2 | 1.9 | .3  | .0  | 3.7  |
| 2014/15. | Атланта | 77  | 10 | 19.7 | .427 | .351 | .827 | 2.1 | 4.1 | .6  | .1  | 10.0 |
| Каријера |         | 126 | 10 | 17.1 | .417 | .326 | .797 | 1.8 | 3.3 | .5  | .0  | 7.5  |

### Плеј-оф
| Сезона   | Екипа   | ОУ | СУ | МПУ  | ПШ%   | 3П%   | СБ%  | СПУ | АПУ | УПУ | БПУ | ППУ |
| -------- | ------- | -- | -- | ---- | ----- | ----- | ---- | --- | --- | --- | --- | --- |
| 2014.    | Атланта | 2  | 0  | 3.5  | 1.000 | 1.000 | .000 | 1.0 | .0  | .0  | .0  | 2.5 |
| 2015.    | Атланта | 16 | 0  | 18.1 | .386  | .235  | .857 | 1.8 | 3.9 | .6  | .0  | 9.0 |
| Каријера |         | 18 | 0  | 16.5 | .395  | .257  | .857 | 1.7 | 3.4 | .5  | .0  | 8.3 |

## Остало
Денис је рођен у мешовитом браку, од оца Немца и мајке Габонке. Његов отац је умро 2009. године.